# 通信技術試験衛星 (中国)
通信技術試験衛星（Chinese: 通信技术试验卫星; 英語:Tongxin Jishu Shiyan, TJS）は、静止軌道（GEO）またはモルニヤ軌道上で運用されている中国の一連の軍事衛星またはプログラム名である。TJS衛星は上海航天技術研究院（SAST）によって製造され、中国南部の四川省にある西昌衛星発射センター（XSLC）または海南島にある文昌衛星発射場（WSLS）から打ち上げられている。TJS衛星はおそらく複数の静止軍事衛星プログラムの偽装名（カバーネーム）であり、同様の名前の実験（实验）衛星プログラム（Shiyan satellite program）との混同に注意する必要がある。
従来の非軍事衛星では、中国政府が事前に衛星の名前、ミッション、プラットフォーム、打ち上げロケット、発射場所を発表するが、TJS衛星の場合はこれとは異なり、中国政府が前日に空域閉鎖を発表し、その後衛星の目的について曖昧な声明を発表する。
TJS衛星の真の目的は機密であるが、アマチュア衛星観測者などは、これらは中国人民解放軍（PLA）の弾道ミサイル早期警戒用および信号諜報（SIGINT）用の衛星ではないかと推測している。

## 衛星種別（クラス）
通信技術試験衛星(TJS衛星)の包括的偽装名のもとに、衛星は「Qianshao-3 SIGINTクラス」「Huoyan-1 早期警戒クラス」「TJS-3とその副衛星から成る未知のクラス」という3つの個別のクラスから構成されているように見える。これらは、静止軌道上またはモルニヤ軌道上で軍事または諜報任務を遂行している。

### Qianshao-3（前哨-3）
2015年、2019年、2021年に打ち上げられたTJS-1、TJS-4、TJS-9衛星はインド洋とミクロネシア上空で静止軌道を維持しており、Qianshao-3（Chinese: 前哨-3）SIGINT衛星クラスを構成していると推定されている。中国政府は当初、これらの衛星はKaバンドブロードバンド通信（27～40GHz）をテストするために設計されたと述べていたが、静止軌道に到達して以来、衛星についてはコメントしていない
。
2017年1月、この衛星の受信アンテナの幅（直径）は約32メートルあると新たなレポートが発表されており、この衛星の用途がSIGINTミッションであるとの推定を支持する材料になっている。他の中国ニュースソースは、Qianshaoシリーズが宇宙ベースの赤外線早期警戒衛星であることを示唆している。

### Huoyan-1（火眼-1）
2017年、2020年、2021年に打ち上げられたTJS-2、TJS-5、およびTJS-6衛星は、中国の公式声明によれば、「高速かつ多周波数の広帯域データ転送」をテストする「新世代の大容量実験通信および放送衛星」であるとされているが

、これらの衛星は、静止軌道上にある中国初の早期警戒衛星であるHuoyan-1（中国語：火眼、つまりミサイル発射時の赤外線を捉える目である)プログラムのものではないかと噂されている

。Huoyan-1シリーズと称されるこれらの衛星は、インド洋、南シナ海、オセアニア上空の静止軌道上に現在でも常駐を維持している

。

### TJS-3衛星ペア
2018年の打ち上げられた、TJS衛星プログラムの3番目の衛星であるTJS-3は、依然として大部分が秘密に包まれており、衛星オブザーバー、アマチュア観測者などは、衛星が早期警戒業務を行っているのか、それとも信号諜報業務を行っているのかの判断がつきかねている

。打ち上げ時には、ペイロードは1つだけ搭載されていたと言われているが、観測者は軌道上でTJS-3とは別の二次物体を検出した。この物体は当初、米国宇宙軍によってアポジキックモーター（AKM）とラベル付けされていたが、これは遠地点付近で点火されるロケット（ファイナルインパルスモーター）であり、衛星を最終的に静止軌道に乗せ、その後切り離されて投棄される場合が多い

。しかし、この二次天体は、2019年1月4日と1月11日（打ち上げから数週間後）に、TJS-3主衛星との軌道同期を維持するために、廃棄されたAKMらしからぬステーション維持マニューバーを実行し

、世界の注目を集めることになった。さらに、2019年1月18日金曜日には、副衛星(＝二次天体)が東南アジア上空を東方向にマニューバーを実施し、2日後に主衛星TJS-3が同じマニューバーを行ったことから、世間の疑惑はより強まった。2つの衛星は引き続き多数の同期マニューバーを実施している
。
2019年5月後半、光学望遠鏡による衛星追跡が困難になる昼夜境界線の通過を利用して、TJS-3はその軌道から遠く離れるマニューバーを行い、その直後に副衛星が主衛星の元の位置を占有した

。宇宙追跡企業COMSPOCの宇宙状況認識責任者であるジム・クーパーによると、TJS-3とその副衛星は、他国の宇宙状況認識活動を偽装するための戦術、技術、手順（TTP）を開発、検証していた可能性が高く、これは副衛星を主衛星と勘違いさせて、他国の宇宙状況認識活動を欺くためのものであるという。ただし、親衛星は「潜在的に脅威となることを行っていない」可能性がある。なお、中国は未だにTJS-3に関連する二次的物体を認めていない。

## 衛星リスト
| 衛星名              | プログ ラム名 | 打上げ日 (UTC)  | 用途 製造者   | 軌道          | SATCAT COSPAR ID | 射場 | 打上げ機 | 現況   |
| ------------------- | ------------- | --------------- | ------------- | ------------- | ---------------- | ---- | -------- | ------ |
| TJS 1               | Qianshao-3 1  | 2015年 9月12日  | シギント CAST | 静止軌道      | 40892 2015-046A  | 西昌 | 長征3号B | 運用中 |
| TJS 2               | Huoyan-1 01   | 2017年 1月5日   | 早期警戒 SAST | 静止軌道      | 41911 2017-001A  | 西昌 | 長征3号B | 運用中 |
| TJS 3               | 不明          | 2018年 12月24日 | 早期警戒 SAST | 静止軌道      | 43874 2018-110A  | 西昌 | 長征3号C | 運用中 |
| TJS 3 (subsat)      | 不明          | 2018年 12月24日 | 不明 SAST     | 静止軌道      | 43917 2018-110C  | 西昌 | 長征3号C | 運用中 |
| TJS 4               | Qianshao-3 2  | 2019年 10月14日 | シギント CAST | 静止軌道      | 44637 2019-070A  | 西昌 | 長征3号B | 運用中 |
| TJS 5               | Huoyan-1 02   | 2020年 1月7日   | 早期警戒 SAST | 静止軌道      | 44978 2020-002A  | 西昌 | 長征3号B | 運用中 |
| TJS 6               | Huoyan-1 03   | 2021年 2月4日   | 早期警戒 SAST | 静止軌道      | 47613 2021-010A  | 西昌 | 長征3号B | 運用中 |
| TJS 7               | Huoyan-1 04   | 2021年 8月24日  | 早期警戒 SAST | 静止軌道      | 49115 2021-077A  | 西昌 | 長征3号B | 運用中 |
| Shiyan (試験) 10 01 | Huoyan-1      | 2021年 9月27日  | 早期警戒 SAST | モルニヤ 軌道 | 49258 2021-087A  | 西昌 | 長征3号B | 運用中 |
| TJS 9               | Qianshao-3 3  | 2021年 12月29日 | シギント CAST | 静止軌道      | 50574 2021-135A  | 西昌 | 長征3号B | 運用中 |
| Shiyan (試験) 10 02 | Huoyan-1      | 2021年 12月29日 | 早期警戒 SAST | モルニヤ 軌道 | 49258 2021-087A  | 西昌 | 長征3号B | 運用中 |
| TJS 10              | Huoyan-1 05   | 2023年 11月3日  | 早期警戒 SAST | 静止軌道      | 58204 2023-169A  | 文昌 | 長征7号A | 運用中 |
| TJS 11              | Qianshao-3    | 2024年 2月23日  | シギント CAST | 静止軌道      | 59020 2024-037A  | 文昌 | 長征5号  | 運用中 |
| TJS 13              | Huoyan-1 06   | 2024年 12月3日  | 早期警戒 SAST | モルニヤ 軌道 | 62188 2024-227A  | 西昌 | 長征3号B | 運用中 |
| TJS 12              | Huoyan-1 05   | 2024年 12月20日 | 早期警戒 SAST | 静止軌道      | 62374 2024-246A  | 西昌 | 長征3号B | 運用中 |
| TJS 14              | Huoyan-1 07   | 2025年 1月23日  | 早期警戒 SAST | 静止軌道      | 62804 2025-017A  | 西昌 | 長征3号B | 運用中 |
| TJS 15              | Huoyan-1 08   | 2025年 3月10日  | 早期警戒 SAST | 静止軌道      | 63157 2025-045A  | 西昌 | 長征3号B | 運用中 |
| TJS 16              | Huoyan-1 09   | 2025年 3月29日  | 早期警戒 SAST | 静止軌道      | 633397 2025-064A | 文昌 | 長征7号A | 運用中 |
| TJS 17              | Huoyan-1 10   | 2025年 4月10日  | 早期警戒 SAST | 静止軌道      | 63524 2025-073A  | 西昌 | 長征3号B | 運用中 |
| TJS 19              | Huoyan-1 11   | 2025年 5月12日  | 早期警戒 SAST | 静止軌道      | 63924 2025-097A  | 西昌 | 長征3号C | 運用中 |

西昌：西昌衛星発射センター(Xichang Satellite Launch Center)

文昌：文昌衛星発射場(Wenchang Satellite Launch Site；海南島)

## 関連事項
- 遥感衛星
- 実践 (人工衛星)
- EKS (satellite system)